# Operatie Brutus
Operatie Brutus was de codenaam voor een SAS-operatie in de Tweede Wereldoorlog bij de Belgische plaats Yvoir.

## Geschiedenis
Op 2 september 1944 werden twintig man van het Belgische SAS-eskadron in deze sector ingezet. De eenheid kreeg steun van het plaatselijke verzet. Doel was onder meer het trainen en bewapenen van deze verzetsleden en het contact leggen met het Belgische Geheim Leger en een andere SAS-eenheid. Tevens werden terugtrekkende Duitse troepen geobserveerd en waar mogelijk aangevallen.